# 피아식별장치

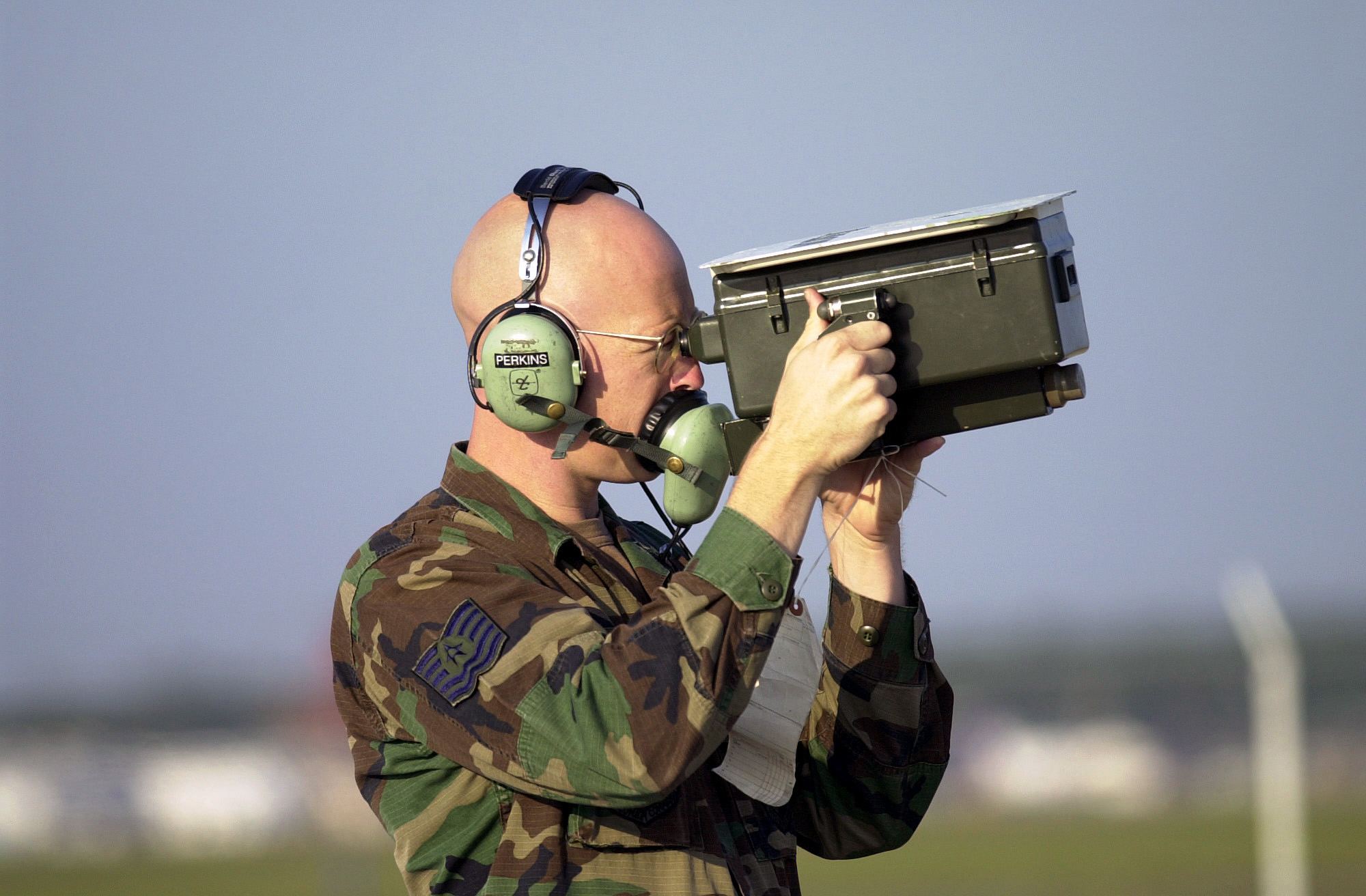

피아식별장치(彼我識別裝置, 영어: identification friend or foe, IFF)는 군사용으로 사용하고 있는 보조감시 레이다의 일종으로 아군/적군 항공기의 판별에 필요한 중계기(트랜스폰더, transponder)이다.
피아식별장치는 명령하달과 관제를 위해 고안된 식별 시스템이다. 이 체계는 군사적, 국가적(민간 항공교통 관제) 용도 등 다같이 쓰이며, 일종의 판독장치(interrogation systems)로서 항공기나 차량 또는 동맹군을 구별하거나 영유권을 확립하는데 쓰인다. 피아식별장치가 개발된 것은 2차세계대전 중인데, 실제 작동기작에 비해 명칭에 약간 문제가 있다. IFF라는 명칭엔 아군과 적을 구별하는 장치라는 의미지만, 실제로 IFF는 응답해오는 등록된 아군만 식별가능하고 적세력은 그렇지 않다. 만약 피아식별장치의 판독기가 상대방으로부터 회신을 받지 못하거나 유효한 답신이 아닐경우, 관측 대상은 아군으로 식별되지 못 할뿐이고 적세력으로 확정된 것이 아니다. 아군 혹은 항공기가 피아식별에 적절히 응답하지 못하는데는 수 많은 원인이 있을 수 있다.
피아식별장치는 군사작전에서 폭넓게 쓰이는 도구의 한 종류로 "탐지한 물체를 정밀하게 분류하여 군사작전 환경에서 교전결정을 내릴 수 있도록 보조하는" '전투식별'(CID; combat identification)의 한 축을 담당하고 있다. 최대 분류법은 아군, 적, 중립, 또는 미상으로 나눌 수 있다. 전투식별은 아군피격을 줄일 뿐만 아니라 전반적인 전술결정에 기여한다.

## 역사

### 영국
영국이 자국영토인 브리튼제도를 방어하는데 있어서 레이다 도입이 상당히 성공적이었다. 하지만 곧바로 아군 전투기 사이에서 적 전투기를 골라내는데 어려움이 생긴다는 문제에 직면하게 된다. 그 당시에는 전투기들을 육안으로 확인하기에는 너무 빠르고 고도도 높았기 때문에, 하나하나 관측하여 피아구분을 하는 것은 불가능한 일이었다. 게다가 레이다 상에서도 형체가 없이 단순히 화면에 깜빡이는 점 투성이 뿐이었다.
일찍이 레이다 도입되기 전 영국 공군(RAF; Royal Air Force)에서 자기들끼리만 통하는 추적 시스템을 도입해 놨었다. 각 전투기에서 사전 설정해둔 신호를 기지로 발송하여 지금의 암구호 같은 신호를 주고받는 방식, 또는 미리 정해둔 비행 대열 등으로 관제기지와 소통했다. 레이다가 도입되고 나서 개발자들은 시행중이던 피아식별 신호와 레이다 시스템을 통합하여 노력했다. 첫 특허출원은 로버트 왓슨(Robert Watson-Watt)에 의해 이루어졌는데, 고정형과 이동형 레이다 피아식별 시스템이 각각 1935년, 1936년에 출원되었다.
1938년엔 Bawdsey Manor의 개발자들이 전투기에 반사판을 추가하였는데, Chain Home(영국의 영해상 조기경보 레이다 시스템의 암호명칭이다.) 신호를 식별가능한 정보로 변환/반사해 관제기지의 레이다 화면상에 전투기 등록정보가 뜨도록 만들었다. 하지만 이 방법은 제어 불가능한 변수들 때문에 매우 비실용적이라는 것이 판명났는데, 전투기의 진행방향에 따라 반사 신호를 받기 힘들다는것과, 이렇게 흩뿌려진 반사신호가 지속적으로 피아 구분을 어렵게 한다는 것이었다.
첫번째 이동형 피아식별 중계기(Active IFF Transponder)는 1939년 작전에 투입된 'IFF Mark 1'이다. 1호의 문제점은 비행중에도 지속적인 최적화가 필요했었다는 것인데, 2호를 개발하면서 결점을 해결하였다. 1940년 프레드릭 윌리엄스(Frederic Calland Williams가 Telecommunications Research Establishment에서 연합군의 표준이 될 수 있도록 3호 개발에 착수하였다. 3호 중계기의 특징은 수신한 레이다 신호를 바로 보내는 것이 아니라 특정 판독기에 골라보내도록 설계되었다. 게다가 암호화된 조난구조신호(메이데이, Mayday)를 포함한 제한통신을 수신할 수 있도록 만들었다. 이렇게 만들어진 장비 덕분에 아군 전투기 각각이 피아판별에 대응할 수 있게 되었다.

## 제작업체
- 레이시온
- BAE 시스템스
- 제너럴 다이내믹스
- L-3 Communication & Thales Company